# Pinched
Pinched er en amerikansk stumfilm fra 1917.

## Medvirkende
- Harold Lloyd
- Snub Pollard
- Bebe Daniels
- William Blaisdell
- Sammy Brooks